# Marta Połtowicz-Bobak
Marta Połtowicz-Bobak (ur. 1971 w Krakowie) – polska archeolog, doktor habilitowana nauk humanistycznych, nauczyciel akademicki Uniwersytetu Rzeszowskiego, specjalność naukowa: archeologia starszej epoki kamienia.

## Życiorys
W 1994 ukończyła studia na kierunku archeologia w Uniwersytecie Jagiellońskim. W 2000 na podstawie napisanej pod kierunkiem Bolesława Gintera rozprawy pt. Środkowopaleolityczny zespół z technologią wiórową ze stanowiska Piekary IIa na tle europejskim uzyskała na Wydziale Historycznym UJ stopień doktora nauk humanistycznych w dyscyplinie archeologia w specjalności epoka kamienia. W 2014 na podstawie dorobku naukowego oraz monografii pt. Wschodnia prowincja magdalenienu otrzymała w Wydziale Socjologiczno-Historycznym Uniwersytetu Rzeszowskiego stopień doktora habilitowanego nauk humanistycznych w dyscyplinie archeologia w specjalności archeologia starszej epoki kamienia.
Została profesorem uczelni na Uniwersytecie Rzeszowskim w Kolegium Nauk Humanistycznych w Instytucie Archeologii. Była prodziekanem Wydziału Socjologiczno-Historycznego UR i zastępcą dyrektora Instytutu Archeologii na tym wydziale.